# Протесты в Бразилии (2015—2016)
Антиправительственные протесты в Бразилии 2015 года — народные демонстрации, которые имели место в ряде регионов Бразилии в знак протеста против правительства Дилмы Русеф и коррупции. Акция собрала миллионы людей 15 марта, 12 апреля, 16 августа и 13 декабря 2015 года.

## История
Серия акций протеста началась в 2015 году в Бразилии против коррупции и по обвинению правительства президента Дилмы Русеф. Протесты были вызваны откровениями, что многие политики, в основном с Партии трудящихся Бразилии, находились под следствием за взятки от государственной энергетической компании Petrobras, в которой с 2003 по 2010 год Русеф была в совете директоров. Первые протесты начались 15 марта, протестующих в целом насчитывалось около миллиона, в то время как полиция заявила о 2 400 000 человек, а организаторы — 3 000 000 человек, которые вышли на улицы в знак протеста против скандала, а также из-за плохой экономической ситуации в стране. В ответ правительство ввело антикоррупционное законодательство.
Второй день большого протеста состоялся 12 апреля, на котором по оценкам полиции находилось 696 000 демонстрантов, а по данным организаторов — 1 500 000 демонстрантов.
16 августа снова произошли акции протестов во всех 26 штатах Бразилии в более чем 200 городах.
17 апреля 2016 года более двух третей депутатов нижней палаты Национального конгресса Бразилии проголосовали за импичмент Русеф[17]. В соответствии с законом вопрос поступил на рассмотрение Федерального сената.
12 мая 2016 года сенат проголосовал за объявление импичмента, за импичмент проголосовали 55 сенаторов, против — 22[18][19]. Президент Русеф отстранена от должности на 180 дней, её обязанности временно перейдут к вице-президенту Мишелу Темеру. Позже сенат вновь рассмотрит вопрос на специальном заседании под председательством главы Верховного Суда, если две трети сенаторов проголосуют за импичмент, то глава государства вынуждена будет окончательно уйти со своего поста[20]. В августе 2016 года Специальная комиссия Сената приняла решение об импичменте и передала его на утверждение пленума Сената[21]. 31 августа 2016 года решением Сената Бразилии была окончательно отстранена от должности президента.